# سايبان

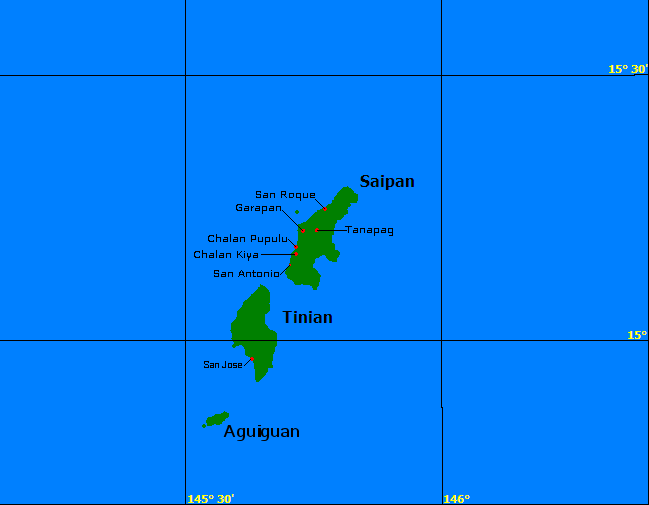
أرخبيل الجزر

سايبان (بالإنجليزية: Saipan) عاصمة وأكبر جزيرة لما يعرف باسم مجموعة دول الكومنولث لجزر ماريانا الشمالية التابعة للولايات المتحدة الأمريكية ,متكونة من سلسلة أرخبيل من 15 جزيرة تابعة لجزر ماريانا غرب المحيط الهادي. عدد سكانها حوالي 63.000 نسمة (عام 2000)

## جغرافيا
بمساحة 115.3 كم مربع، تبعد شمالي جزيرة غوام "Guam" وتعتبر مركز جذب سياحي في منطقة المحيط الهادي.

## تاريخيا
كانت الجزيرة مأهولة -بالإضافة للجزر المجاورة- منذ حوالي 2000 ق.م. إستعمرها الإسبان في فترة القرن الثامن عشر، ما لبث الألمان أن احتلوها أواخر ذلك القرن حتى بداية الحرب العالمية الأولى, حيث احتلتها إمبراطورية اليابان, في الحرب العالمية الثانية جرت معركة بين اليابانيين والأمريكيين لاحتلال الجزيرة حيث سيطر الأمريكيين عليها حيث انضمت البلاد لالولايات المتحدة عام 1986 تحت حكم فيدرالي .

## أعلام
- توماس بيكر
- رالف توريس
- فرنسيسكو آدا
- جيسوس بورخا
- خوان بان غيريرو